# Mer d'airain

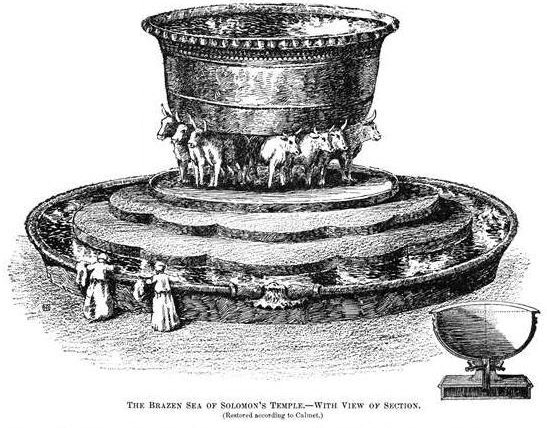
Vue d'artiste de la Mer de bronze (1906)

La mer d'airain est un bassin circulaire en bronze disposé devant le Temple de Salomon, à Jérusalem. Elle est décrite dans 1 Rois 7,23-26 et 2 Chroniques 4,2-5. Fondue par le bronzier Hiram, comme de nombreux autres objets du temple, elle se trouvait dans l'angle sud-est de sa cour intérieure. Elle a été détruite par Nabuchodonosor II (2 Rois 25,13) en 586 avant notre ère.
Selon la Bible, elle était circulaire, d'un diamètre de 10 coudées (4,40 m), d'une circonférence de trente (13,20 m), et d'une hauteur de cinq (2,20 m), et avait une contenance de 45 tonnes d'eau. Elle reposait sur 12 bœufs de bronze, tête tournée vers l'extérieur. Le roi de Juda Achaz la déposa et lui donna un soubassement en pierre 2 Rois 16,17.

## Dans la littérature rabbinique

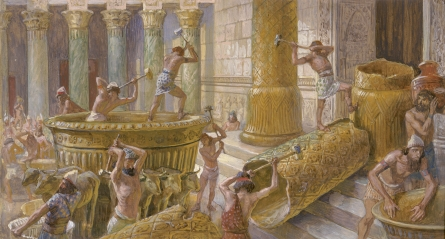
La destruction de la mer d'airain, gouache de James Tissot (1896-1902, Musée juif de New York).

Son bassin est décrit comme contenant l'eau nécessaire à 150 bains rituels (mikvé). Selon le Talmud, elle n'était pas entièrement ronde : les deux-cinquièmes supérieurs étaient ronds, mais les trois cinquièmes inférieurs étaient carrés (Talmud Eruvin 14a, b). 
Le symbolisme de la mer d'airain est décrit en détail dans le Midrash Tadshe. La mer représentait le monde ; les 10 coudées de diamètre correspondaient aux 10 Sephiroth et elle était ronde à son sommet comme le sont les cieux (Talmud Eruvin 14a, b). Sa profondeur de cinq coudées correspondait à la distance du voyage de 500 ans entre le Ciel et la Terre (voir Haguiga 13a). Sa circonférence de trente coudées correspondait aux 10 commandements, aux 10 mots de Dieu à la création du monde et aux 10 Sephiroth : car le monde ne peut exister que si les 10 commandements sont observés, et les 10 sephiroth, comme les 10 mots de Dieu, sont les instruments de la Création. Les deux rangées de coloquintes sous le rebord symbolisaient le Soleil et la Lune, tandis que les douze bœufs sur lesquels elle reposait représentaient le zodiaque (mazzalot). Elle contenait 2 000 bains (mesure de volume), car le monde soutiendrait celui qui garde la Torah, créée 2 000 ans avant le monde (Midrash Tadshe ii., ed. Epstein, in "Mi-Ḳadmoniyot ha-Yehudim," xvi., xvii.; Yalḳuṭ, Kings, 185).